# Jean-Paul Mauric
Jean-Paul Mauric (Hyères, 17 giugno 1933 – Marsiglia, 5 gennaio 1971) è stato un cantante francese.

## Biografia
Ha partecipato all'Eurovision Song Contest 1961 in rappresentanza della Francia con il brano Printemps (Avril Carillonne). 
È morto a 37 anni a causa di una cardiomiopatia.